# Parcul Național Yellowstone
Parcul Național Yellowstone a fost întemeiat la data de 1 martie 1872, fiind primul parc național din lume. El se află pe teritoriul a trei state federale nord americane: 96 % din suprafața parcului se află pe teritoriul statului Wyoming, 3 % pe teritoriul statului Montana și numai 1 % pe teritoriul statului Idaho.
Indigenii americani au trăit în regiunea Yellowstone de peste 11.000 de ani. Regiunea a fost ocolită în timpul Expediției lui Lewis și Clark din secolul al XIX-lea. În afară de vizitele muntenilor din prima jumătate a secolului XIX, expedițiile organizate nu au început până la sfârșitul anilor 1860. Armatei Statelor Unite i s-a comandat supravegherea parcului imediat după înființarea acestuia. În 1917 administrarea parcului a fost mutată către National Park Service, care a fost creată anul precedent. Sute de structuri au fost construite și sunt protejate acum pentru importanța lor arhitecturală și istorică, iar cercetătorii au examinat mai mult de 1.000 de situri arheologice.
Parcul Național Yellowstone se întinde pe o suprafață de 8.987 km², cuprinzând: lacuri, canioane, râuri și lanțuri muntoase. Lacul Yellowstone este unul dintre cele mai mari lacuri de mare altitudine din America de Nord și este centrat deasupra lui Yellowstone Caldera, cel mai mare super-vulcan de pe continent. Vulcanul Caldera este considerat un vulcan activ. Acesta a erupt cu o forță extraordinară de mai multe ori în ultimele două milioane de ani. Lava și rocile de la erupțiile vulcanice acoperă cea mai mare suprafață a parcului Yellowstone. Parcul este elementul central al ecosistemului Yellowstone, cel mai mare ecosistem rămas aproape intact în zona temperată de nord a Pământului.

## Descriere
Yellowstone este cel mai vechi și întins parc american.Este situat pe un adevarat bazin de lava acoperit de straturi de roci solide prin care țâșnesc numeroase gheizere(apă și vapori fierbinți)și izvoare calde.Unul dintre aceste izvoare ,a cărui apă atinge 90 °C,are culori incredibile. Yellowstone National Park este cel mai mare parc național din Statele Unite și unul dintre cele mai mari din lume, având suprafața de 8.987 km², ceea ce corespunde aproximativ cu suprafața insulei Corsica. Pe direcția nord-sud parcul are o lungime de 102 km, iar pe direcția est-vest 87 km.
Parcul cuprinde și o parte din munții Rocky Mountain, motiv pentru care are o altitudine medie de 2.440 m, punctul cel mai înalt fiind Eagle Peak cu altitudinea de 3462 m deasupra n.m., iar punctul cel de cea mai joasă altitudine fiind în nord cu altitudinea de 1620 m deasupra n.m.. Numele parcului provine de la numele fluviului omonim, Yellowstone, care este cea mai importanta apa curgatoare din parc.
Printre caracteristicile faimoase ale parcului Yellowstone se pot enumera: prezența frecventă a izvoarelor termale și a gheizelor, precum și existența unor animale ca bizonul, urși grizzli, lupi. În anul 1978 a fost declarat patrimoniu mondial UNESCO.

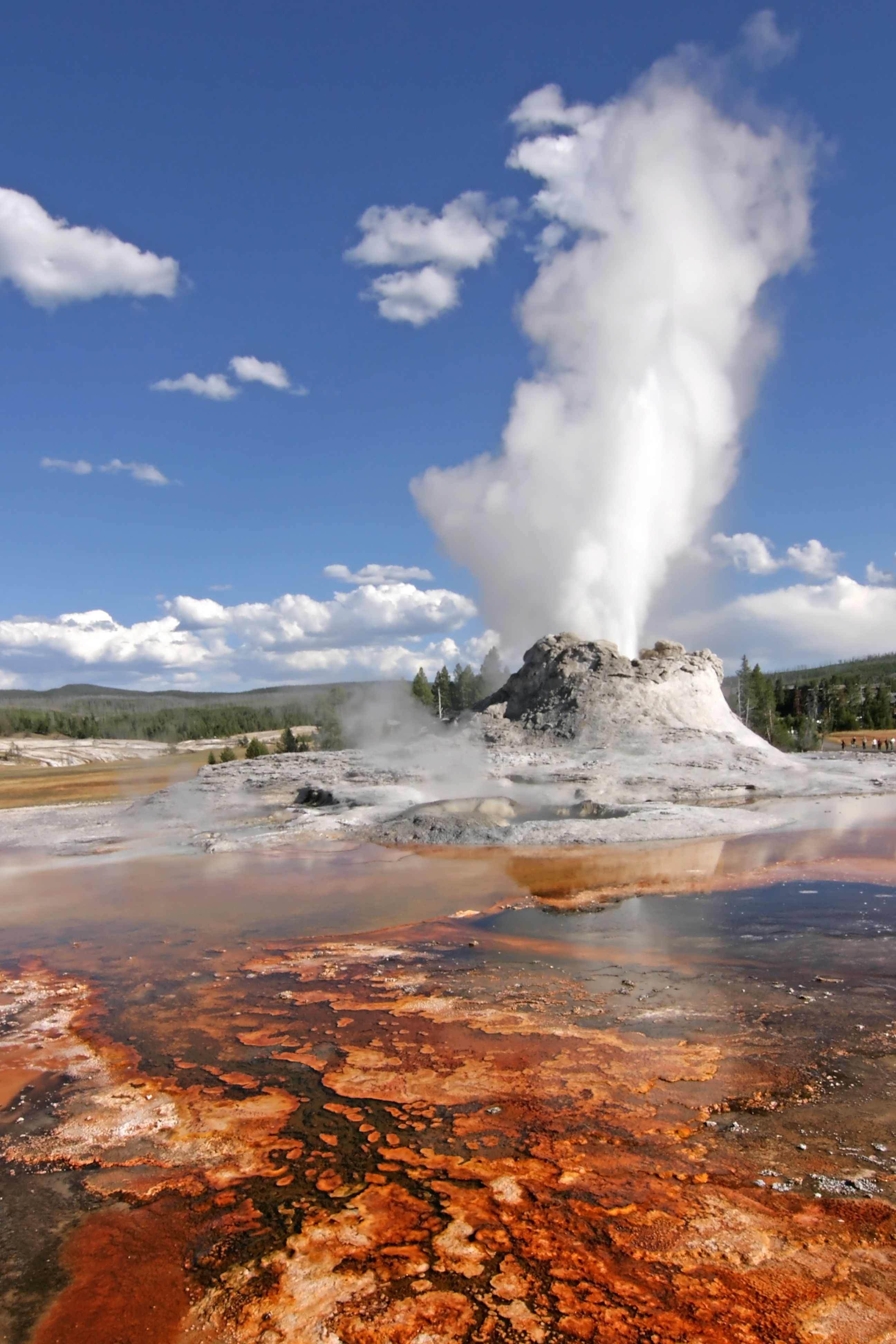
Gheizer
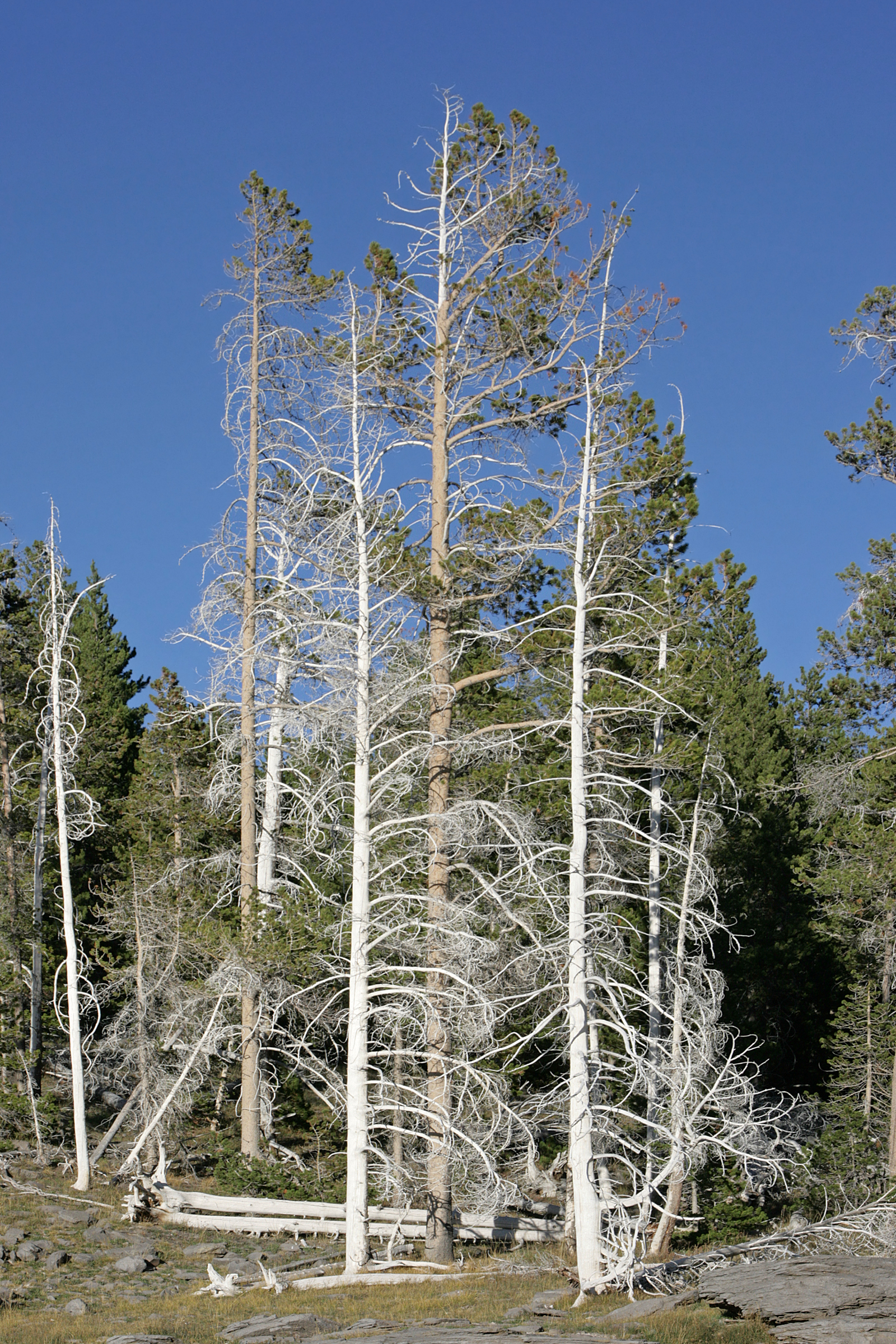
Pădure